# Pinka (řeka)
Pinka je řeka v Rakousku a Maďarsku. V Maďarsku prochází župou Vas. Je dlouhá 88 km a svým tokem na některých místech tvoří části hranice Maďarska s Rakouskem. U města Körmend se vlévá do řeky Ráby.

## Sídla ležící u břehu řeky
Pinka prochází následujícími sídly:
- Schaueregg,  Rakousko
- Steirish-Tauchen,  Rakousko
- Pinggau,  Rakousko
- Friedberg,  Rakousko
- Haideggendorf,  Rakousko
- Pinkafeld Nord,  Rakousko
- Pinkafeld,  Rakousko
- Riedlingsdorf,  Rakousko
- Oberwart,  Rakousko
- Unterwart,  Rakousko
- Rotenturm an der Pinka,  Rakousko
- Jabing,  Rakousko
- Kotezicken,  Rakousko
- Badersdorf,  Rakousko
- Woppendorf,  Rakousko
- Burg,  Rakousko
- Felsőcsatár,  Maďarsko
- Vaskeresztes,  Maďarsko
- Horvátlövő,  Maďarsko
- Deutsch Schützen,  Rakousko
- Pornóapáti,  Maďarsko
- Oberbildein,  Rakousko
- Unterbildein,  Rakousko
- Eberau,  Rakousko
- Szentpéterfa,  Maďarsko
- Gaas,  Rakousko
- Moschendorf,  Rakousko
- Pinkamindszent,  Maďarsko
- Luising,  Rakousko
- Vasalja,  Maďarsko
- Magyarnádalja,  Maďarsko
- Körmend,  Maďarsko

## Přítoky
Do řeky Pinky se vlévají potoky:
- Schwarzenbach
- Hundsmühlbach
- Grießbach
- Brunngrabenbach
- Tauchenbach
- Schweinsbach
- Buchwaldbach
- Mühlbach
- Flutmulde Jabing
- Zickenbach
- Gerenthbach
- Pornóapáti-patak
- Rodlingbach
- Strem
- Csencsi-patak
- Nádaljai árok
- Kövecses-árok